# Tomonotus
Tomonotus är ett släkte av insekter. Tomonotus ingår i familjen gräshoppor.
Kladogram enligt Catalogue of Life:
| Tomonotus | \| \| Tomonotus ferruginosus \| \| \| \| \| \| Tomonotus mexicanus \| \| \| \| |
|           | \| \| Tomonotus ferruginosus \| \| \| \| \| \| Tomonotus mexicanus \| \| \| \| |
|           | Tomonotus ferruginosus                                                         |
|           |                                                                                |
|           | Tomonotus mexicanus                                                            |
|           |                                                                                |